# 卡克拉拉胡山

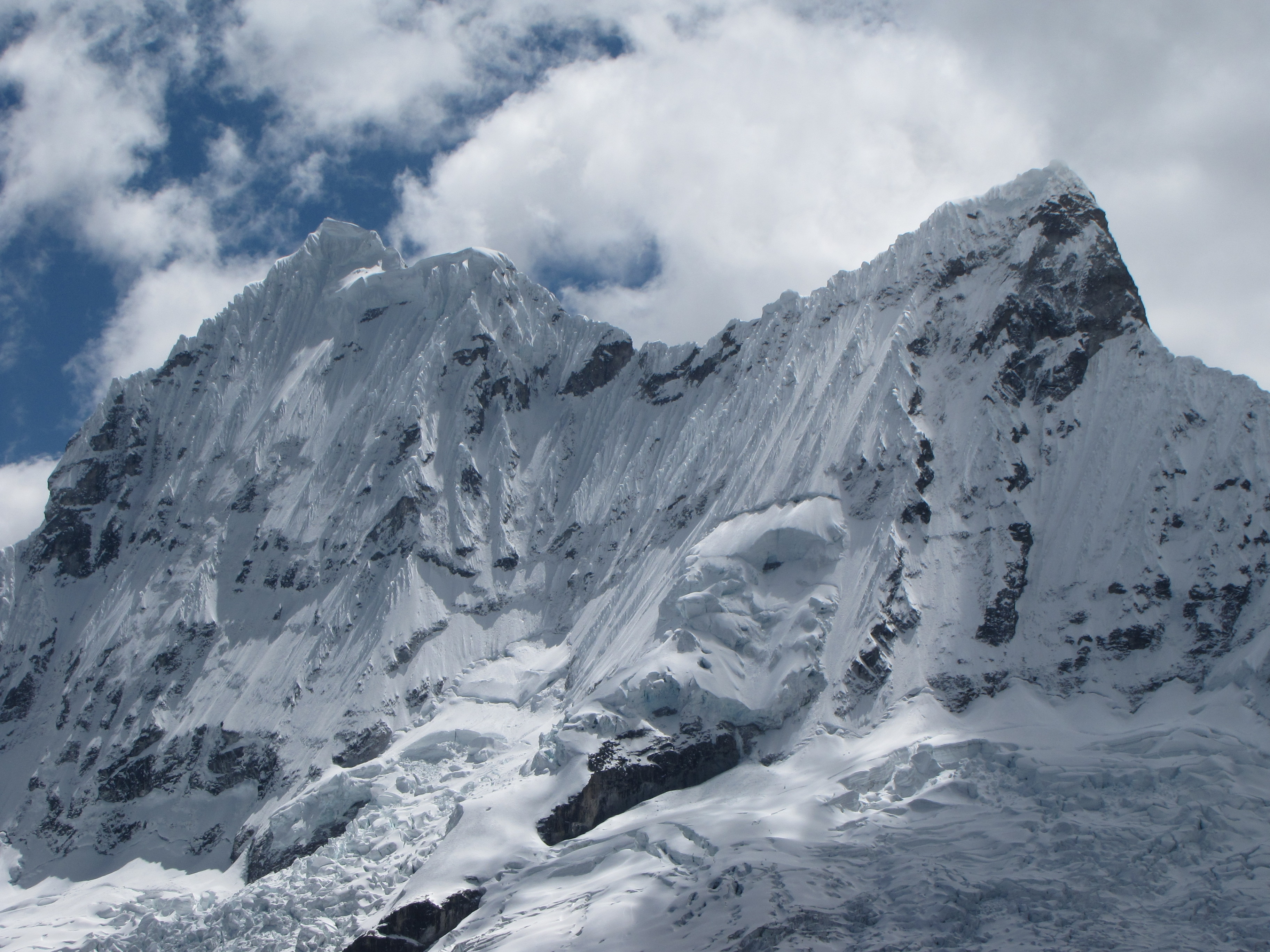

卡克拉拉胡山（西班牙語：Chacraraju），是秘魯的山峰，位於該國北部安卡什大區，屬於安第斯山脈中布蘭卡山脈的一部分，海拔高度6,108米，人類在1962年8月5日首次登頂。